# بنو ذبيان
بنو ذبيان ابن بغيض بن ريث بن غطفان، قبيلة عربية تفرعت منها ثلاثة قبائل تنتسب إليها وهي: ثعلبة، وفزارة، ومرّة.

## نسب ذبيان
هو ذبيان بن بغيض بن ريث بن غطفان بن سعد بن قيس عيلان بن مضر بن نزار بن معد بن عدنان.
ومن أشهر بطون غطفان هم بنو فزارة وبنو مرة.

## فزارة بن ذبيان
ونسبهم هو فزارة بن ذبيان بن بغيض بن ريث بن غطفان بن سعد بن قيس عيلان بن مضر بن نزار بن معد بن عدنان.
قال ابن حزم: خلاصة قيس فزارة، وبيتهم بنو بدر بن عدي بن فزارة، وعظماؤهم في الجاهلية كانوا يرأسون جميع غطفان، وتدين لهم قبائل قيس، فمنهم:

### حصن بن حذيفة بن بدر
الذي يمدحه زهير بقوله:
- ويرثيه النابغة الذبياني بقوله:
- وكان في قومه منزلا منزلة الملوك.[1]

ومن نثر الدر: قال حصن بن حذيفة: إياكم وصرعات البغي، وفضحات الغدر، وفلتات المزح.
وأبوه حذيفة الذي دارت عليه حرب داحس وكذلك عماه: حمل بن بدر، ومالك بن بدر.
قالوا: وليوث بني بدر بنو أم قرفة، وهم أولاد مالك بن حذيفة من هذه المرأة، صارت يضرب بها المثل في العز بهم.
وأرسل النبي صلى الله عليه إليهم سرية تغير عليهم. ومنهم:

### نهشل بن مالك الفزاري
القائل: «إياك أعني واسمعي يا جاره».
ومن يجهل عصره من فزارة:

### أسيد بن عنقاء الفزاري
"كان من أكثر أهل زمانه مالا، وأشدهم عارضة ولساناً. وطال عمره، ونكبه دهره، فخرج عشية يتقبل لأهله، فمر به عميلة الفزاري، فقال: يا عم، ما الذي أصارك إلى ما أرى؟ فقال: بخل مثلك بماله، وصون وجهي عن المسألة! فقال: والله لئن بقيت إلى غد لأغيرن حالك! فرجع إلى أهله وأخبرها، فقالت: غرك كلام غلام جنح ليل! فكأنما ألقمته حجراً؛ فبات متململا بين رجاء ويأس. فلما كان السحر سمع رغاء الإبل، وثغاء الشاء، وصهيل الخيل، ولجب الأموال، فقال: ما هذا؟ قيل: عميلة ساق جميع ما عنده فاستخرجه، ثم قسم ماله شطرين، وساهمه عليه، فقال فيه أسيد:

### شبل الفزاري
من شعراء الحماسة، أنشد له أبو تمام:

### جميل بن معلى الفزاري
ذكره الآمدي في معجم الشعراء، وأنشد له:

## مشاهير بنو فزارة
- عبد الله بن مسعدة الفزاري
- عدي بن أرطأة الفزاري
- عيينة بن حصن
- أسماء بن خارجة الفزاري
- هند بنت أسماء بن خارجة الفزارية
- عمر بن هبيرة
- يزيد بن عمر بن هبيرة
- المسيب بن نجبة
- عويف القوافي
- أم قرفة الفزارية
- المغيرة بن عبيد الله الفزاري
- منظور بن زبان الفزاري
- هرم بن قطبة
- سمرة بن جندب
- الحر بن قيس الفزازي

## بنو مرة بن عوف
ونسبهم هو مرة بن عوف بن سعد بن ذبيان بن بغيض بن ريث بن غطفان بن سعد بن قيس عيلان بن مضر بن نزار بن معد بن عدنان . لهم أعلام في الإسلام، وهم رهط مسلم بن عقبة صاحب وقعة الحرة على أهل المدينة، وسيدهم في الجاهلية:
الحارث بن ظالم المري الذي يضرب به المثل في الفتك، فيقال: «أفتك من الحارث بن ظالم» كما يقال: «أمنع من الحارث بن ظالم». وقد لخصت ترجمته من الأغاني والكمائم وواجب الأدب.
قال له رجل: ما الفتك؟ قال: أن تستنجز ولا تستأسن، قال: أريد أبين من هذا؛ فاخترط سيفه وقتله، وقال: هذا أبين من ذلك! فعوتب فقال: «سبق السيف العذل».
واجتمع مع خالد بن جعفر بن كلاب عند النعمان بن المنذر في أكل تمر، فألقى خالد نوى ما أكل بين يدي الحارث. فلما فرغا قال: انظروا ما أكل الحارث! فقال الحارث: أما أنا فألقيت النوى، وأما أنت فأكلته! فغضب خالد _ وكان لا ينازع _ وقال له: تنازعني وقد تركتك يتيماً؟ فقال الحارث: ذاك يوم لم أشهده، وأنا اليوم مغن مكاني؛ فقال خالد: أفلا تشكر قتلى زهير بن جذيمة وجعلك سيد غطفان؟ فقال له: سأشكرك! ثم جاءه ليلا، ففتك به وكان عنده عمرو بن الاطنابة ملك الحجاز، فلما قتل الحارث خالداً غضب وقال: لو لقيه يقظان ما نظر إليه، ولو لقيني لعرف قدره، ثم قال:
فغضب الحارث للشعر، وقال:
ثم أتى ديار الخزرج ليلا، ودنا من قبة عمرو فنادى: أيها الملك، أغشني وخذ سلاحك! فلما برز له عطف عليه الحارث وقال: أنا أبو ليلى! فخشي عمرو أن يقتله، فألقى رمحه، وقال: سقط رمحي، فدعني آخذه؛ قال: خذه؛ قال: أخشى أن تعجلني عنه؟ قال: وذمة ظالم لا أعجلتك عنه! قال عمرو: وذمة الاطنابة لا آخذه حتى تنصرف! فانصرف الحارث.
ولما قتل خالداً طلبه النعمان بن المنذر وأخوه الأسود بن المنذر، ثم أغار الأسود على جارات له وسباهن، فعظم ذلك على الحارث، فعمد إلى شرحبيل بن الأسود، وكان مرضعاً عند سنان بن حارثة المري، والمتكفلة به سلمى أخت الحارث بن ظالم، فقال لها: ادفعيه لي لآتي به الأسود شفيعاً؛ فلما دفعته له قتله، فأخذ الأسود سناناً حتى أدى فيه دية الملوك ألف بعير.
وضاقت على الحارث الأرض إلى أن استجار بمعبد بن زرارة فأجاره، فجر جواره يوم الرحرحان ويوم جبلة، ووجد الأسود نعل ابنه شرحبيل في محارب، فقال: إني لأحذيكم شر نعال! فأمشاهم على الصفا المحمى، فتساقط لحم أقدامهم؛ فلذلك يقول أحد الشعراء اليمانية:
ثم إن الحارث حصل بعد ذلك في يد النعمان على تأمين، فغدر به، فقال له أتغدر بي بعدما أمنتني؟ فقال: إن غدرت بك مرة فقد غدرت مراراً فقتله.
وقيل غير ذلك، قالوا: لما تشاءمت غطفان بالحارث وطردته، انتفى منها، وانتسب إلى قريش إذ كان يقال: إن مرة بن عوف بن سعد بن ذبيان هو مرة بن عوف بن غالب، وفي ذلك يقول:
وقال عبد الملك بن مروان لجلسائه: هل تعرفون أهل بيت قيل فيهم بيت شعر ودوا لو أنهم افتدوا منه بأموالهم؟ فقال أسماء بن خارجة الفزاري: نحن يا أمير المؤمنين، قال: وما ذاك؟ قال: قول الحارث: فما قومي (البيت) والله يا أمير المؤمنين، إني لألبس العمامة الصفيقة، فيخيل إلي أن شعر قفاي يظهر من تحتها.

### النابغة الذبياني
زياد بن عمرو من غيظ بن مرة، وهو أحد شعراء الجاهلية.
من الأغاني: «لقب بقوله فقد نبغت لنا منهم شؤون وهو أحد الأشراف الذين غض منهم الشعر».
قال الأصمعي: "كان يضرب للنابغة قبة أدم بسوق عكاظ، فتأتيه الشعراء تعرض أشعارها عليه؛ فأنشدته الخنساء:
فقال: والله، لولا أن أبا بصير أنشدني آنفاً لقلت إنك أشعر الانس والجن! فقام حسان بن ثابت فقال: والله لأنا أشعر منك ومن أبيك؛ فقال إنك يا ابن أخي لا تحسن أن تقول:
"
«قال أبو عبيدة: كان رجلان من الشعراء يقويان: النابغة وبشر بن أبي خازم، فأما النابغة فدخل يثرب فهابوه أن يقولوا له لحنت وانكفأت، فدعوا له قينة، وأمروها أن تغني من شعره ففعلت، فلما سمع في الشعر غير مزود والغراب الأسود ومدت الكسرة لأجل اللحن حتى صارت ياء، ومدت الضمة حتى صارت واواً فطن لموضع الخطأ فلم يعد. وأما بشر ابن أبي خازم فدله أخوه على ذلك فلم يعد. وكان النابغة يقول: وردت يثرب وفي شعري بعض العاهة، فصدرت عنها وأنا أشعر الناس».

## سنان بن أبي حارثة المري
من كتاب أفعل للأصفهاني: "عنفه قومه في الجود، فركب ناقة يقال لها: الجهول، وقال: لا أراني يؤخذ على يدي! فلم ير بعد ذلك، فسمته العرب: ضالة غطفان؛ وفيه يقول زهير:
"

### هرم بن سنان
المذكور. من الأغاني: «ذكر أن هرم بن سنان كان قد حلف ألا يمدحه زهير الشاعر إلا أعطاء عشرة أعبد أو وليدة أو فرساً، فاستحيا زهير مما كان يأخذه منه، فكان إذا رآه في ملأ قال: أنعموا صباحاً غير هرم، وخيركم تركت». وله فيه أمداح جليلة قد تقدم منها في ترجمة زهير ما تقدم.

## أسماء المرية
صاحبة عامر بن الطفيل في الجاهلية. كانت من شواعر العرب، وهي القائلة:

## مشاهير بنو مرة
- النابغة الذبياني
- الحارث بن عوف المري
- مسلم بن عقبة
- عامر بن ضبارة
- الجنيد بن عبد الرحمن المري
- شبيب بن البرصاء
- عقيل بن علفة المري
- أرطأة بن سهية المري
- الحارث بن ظالم المري
- هرم بن سنان
- عثمان بن حيان
- ابو الهيذام المري
- ابن ميادة
- رياح بن عثمان بن حيان المري
- الحصين بن الحمام المري